# ماثيو مارش (سائق سيارة سباق)
ماثيو مارش (بالإنجليزية: Matthew Marsh)‏ هو سائق سيارة سباق بريطاني، ولد في 24 سبتمبر 1968 في ولوين في المملكة المتحدة.

## روابط خارجية
- ماثيو مارش على موقع DriverDB.com (الإنجليزية)